# كين أليسون
كين أليسون (بالإنجليزية: Ken Allison)‏ (6 يناير 1937 بإدنبرة في المملكة المتحدة - ) هو لاعب كرة قدم بريطاني في مركز مهاجم داخلي. لعب مع نادي دمبرتون ونادي هيبرنيان ولينكولن سيتي أف سي وروتشستر لانسر ‏ ونادي كاودينبيث لكرة القدم وSyracuse Scorpions ‏ وWest Calder United F.C. ‏ ودارلينجتون إف سى.